# Dean Aspen
Dean Aspen es un actor británico, más conocido por haber interpretado a Duncan Button en la serie Hollyoaks.

## Biografía
Estudió drama en el Cheadle and Marple Sixth Form College, y del 2006 al 2007 formó parte del Northern Gap Theater.

## Carrera
En el 2008 apareció como invitado en la serie The Revenge Files of Alistair Fury.
El 2 de noviembre de 2009 se unió al elenco de la serie Hollyoaks donde interpretó a Duncan Button hasta el 11 de noviembre de 2011, después de que su personaje decidiera que debía crecer y mudarse a España con los Ashworths.
En el 2013 se anunció que Dean interpretaría nuevamente a Duncan Button en Hollyoaks Later, el spin-off de la serie Hollyoaks.

## Filmografía

### Series de televisión
| Año         | Título                             | Personaje     | Notas                                     |
| ----------- | ---------------------------------- | ------------- | ----------------------------------------- |
| 2014        | Doctors                            | Jett Turner   | episodio "The Larry Wrigglesworth Affair" |
| 2011, 2013  | Hollyoaks Later                    | Duncan Button | 3 episodios                               |
| 2009 - 2011 | Hollyoaks                          | Duncan Button | 124 episodios                             |
| 2008        | The Revenge Files of Alistair Fury | Scaly Dave    | episodio "The Gutter Press"               |